# Ižori
Ižori (rusko Ижо́ра, Ižóri, Ижо́рцы, Ižórci, finsko Inkerikot, estonsko Isurid) ali Ižorci so skupaj z Votijci domorodni finski prebivalci Ingrije. Nekaj Ižorcev se še najde v zahodnem delu Ingrije med rekama Narva in Neva v severozahodni Rusiji.

## Zgodovina
Zgodovina Ižorcev je povezana z zgodovino Ingrije. Domneva se, da so se Ižorci kmalu po letu 1000 začeli seliti iz Karelije proti zahodu in jugozahodu. Leta 1478 se je Novgorodska republika, kamor so se naselili, združila z Moslovsko veliko kneževino. Nekaj Ižorov se je preselilo na vzhod.  Ustanovitev Sankt Peterburga leta 1703 je imela velik vpliv na ižorsko kulturo. Največji udarec jim je prizadela druga svetovna vojna, ker so se ravno na njihovem ozemlju dogajale uničujoče bitke, med njimi obleganje Leningrada. Veliko Ižorov je umrlo, zato je v njihovo čast po njih dobil ime "Ižorski bataljon" prostovoljcev, ki so branili oblegani Leningrad.
Leta 1848 je P. von Köppen naštel 17.800 Ižorov. Do leta 1926 se je v Ruski SFSR njihovo število povečalo na 26.137. V popisu prebivalstva leta 1959 jih je bilo še 1.100 in leta 1989 samo še 802. Ingrijski jezik sta govorila 302 človeka. Nekaj Ižorcev živi tudi v Ukrajini, Belorusiji, Estoniji in Latviji.

## Jezik
Ižorski jezik je zelo soroden karelskemu. Govorijo ga predvsem starejši Ižori. Ižorščina (ali ingrijščina) skupaj s finščino, estonščino, karelščino in vepsčino spada v severno finsko skupino uralskih jezikov. V letih 1932–1937 se je ižorski jezik poučeval v šolah na Soikinskem  polotoku in na območju ustja reke Luge. Leta 1936 je bilo izdanih tudi več učbenikov, vključno s slovnico. Naslednje leto se je pisanje v ižorskem jeziku opustilo.

## Vera
Ižori in Voti so večinoma pravoslavci, medtem ko so Ingrijski Finci večinoma luterani. Ohranjenih je tudi nekaj predkrščanskih običajev.

## Ugledni Ižori
- Gleb Poro, skladatelj